# Avro 504
Avro 504 – brytyjski samolot szkolny i wielozadaniowy z okresu I wojny światowej, powstały w zakładach Avro (A. V. Roe Co), używany od 1913.

## Historia

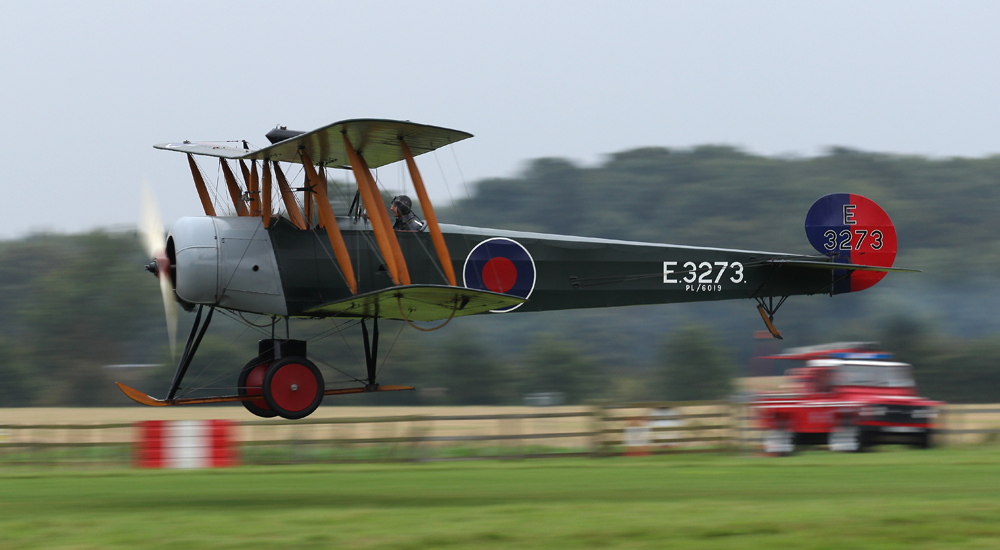
Avro 504K z roku 1918 w malowaniu jako E3273 z Shuttleworth Collection

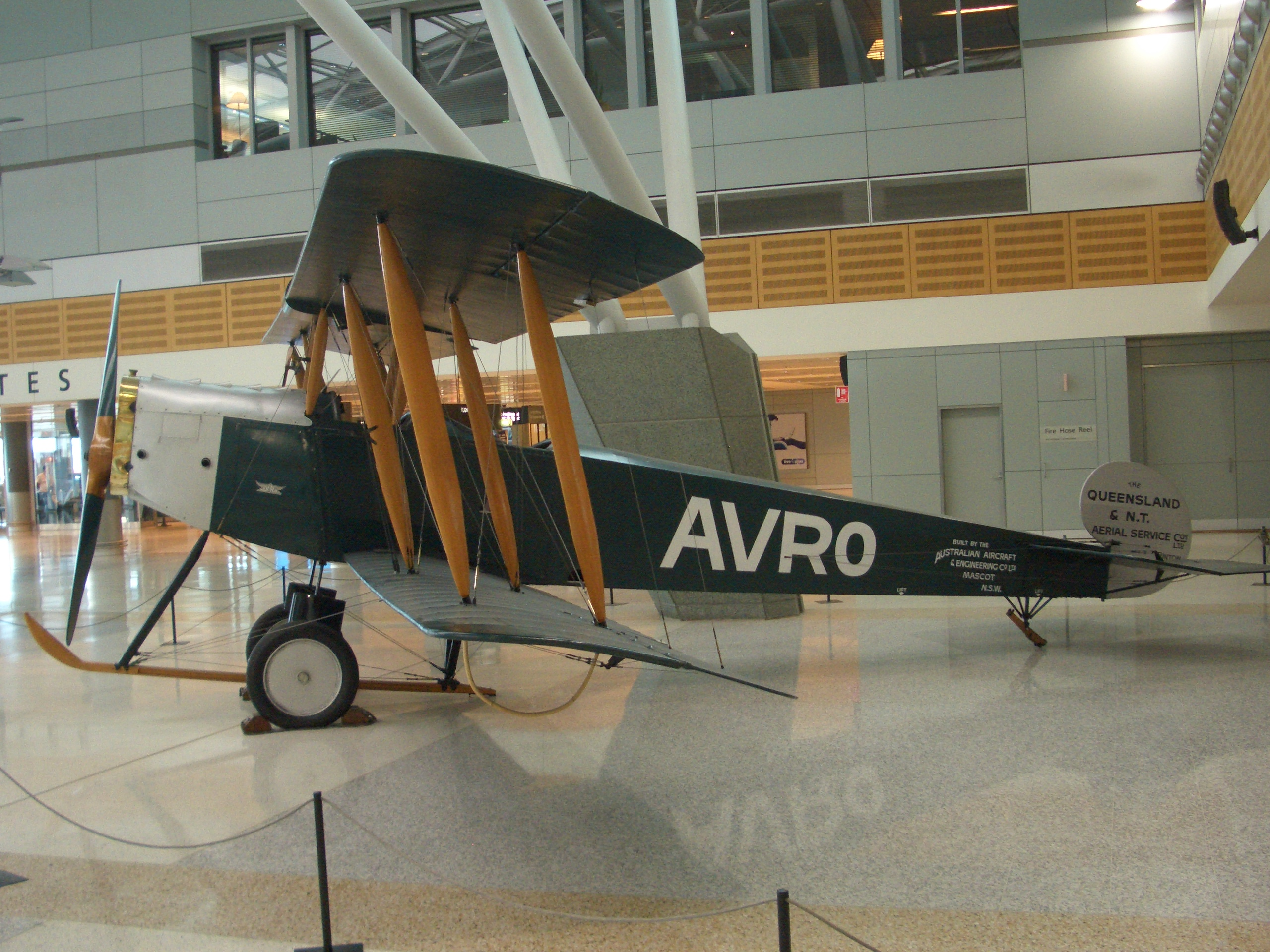
Replika samolotu Avro 504K

Prototyp dwumiejscowego samolotu szkolnego Avro 504 oblatano 17 września 1913. Okazał się on bardzo dobry w pilotażu i posiadający dobre charakterystyki lotne. Samolot ten został następnie zamówiony przez brytyjskie lotnictwo. Na początku I wojny światowej, Avro 504 zaczął być wykorzystywany także jako samolot bojowy: lekki bombowiec, samolot zwiadowczy, a nawet początkowo myśliwiec, zwłaszcza przeznaczony do zwalczania sterowców Zeppelin (nocne myśliwce uzbrajano w strzelające do góry km-y Lewisa na montażu Fostera). Powstało nawet kilka specjalnych wersji bojowych samolotu, produkowanych w niewielkiej liczbie (oznaczenia B – H). Po pojawieniu się jednak lepszych samolotów bojowych, od 1915 roku Avro 504 powrócił do roli samolotu szkolnego.
Samolot budowano w kilku wersjach, oznaczanych literami. Najliczniejsze z nich były wersje szkolno-treningowe: Avro 504A (1485 sztuk), Avro 504J z 1916 (2000 sztuk) i Avro 504K z 1918 roku (co najmniej 5850 sztuk). Łącznie do końca wojny zbudowano w kilku fabrykach aż 8340 sztuk tego udanego samolotu. Jego produkcja trwała aż do lat 20., produkowany był także w kilku innych krajach, m.in. w Belgii i Japonii. Również w ZSRR wyprodukowano od 1923 do 1931 ponad 700 sztuk Avro 504K pod oznaczeniem U-1, w tym w wariancie wodnosamolotu pływakowego MU-1 (73 szt.). W 1925 roku firma Avro podjęła na zamówienie lotnictwa brytyjskiego produkcję zmodernizowanego wariantu Avro 504N Lynx, produkowanego do 1932 (555 sztuk).
Avro 504 był  podstawowym brytyjskim samolotem szkolnym, używane też były w kilku innych krajach. W lotnictwie brytyjskim jako samoloty szkolne zostały następnie zastąpione przez Avro 621 Tutor. Kilka sztuk 504N służyło jeszcze podczas II wojny światowej.
Jeden samolot Avro 504K został zakupiony w 1919 przez polskie lotnictwo wojskowe i używany do szkolenia w Warszawie do 1926, następnie został uszkodzony.
Podczas I wojny światowej, Avro 504 był pierwszym zestrzelonym samolotem ententy – 22 sierpnia 1914. Trzy samoloty tego typu były również pierwszymi samolotami bombardującymi Niemcy – wytwórnię sterowców w Friedrichshafen nad Jeziorem Bodeńskim 21 listopada 1914.

## Konstrukcja
Samolot dwupłatowy o konstrukcji drewnianej krytej płótnem, dwumiejscowy (w wersji Avro 504D  jednomiejscowy samolot myśliwski). Podwozie samolotu stałe z charakterystyczną pojedynczą płozą drewnianą między kołami podwozia głównego, oraz płozą ogonową. Silnik gwiazdowy rotacyjny, różnych typów, o mocy 80 KM – 130 KM (głównie Gnome 80 KM, Le Rhone 110 KM, Gnome Monosoupape 100 KM, Clerget 130 KM). Avro 504N miał silnik gwiazdowy Armstrong Siddeley Lynx IV 200 KM.